# Mirandola
Mirandola es una ciudad al norte de Italia en la provincia de Módena, perteneciente a la región de Emilia-Romagna.
Esta ciudad de 24.321 habitantes se encuentra a 34 km de la capital de la provincia, Módena. Conserva todavía en el trazado de sus calles la estructura de planta poligonal consecuencia de su pasado como ciudad renacentista fortificada.

## Historia
Mirandola se originó como una ciudad-fortaleza renacentista. Durante cuatro siglos fue la sede de un principado independiente (primero un condado, luego un ducado), una posesión de la familia Pico, cuyo miembro más destacado fue el polímatico Giovanni Pico della Mirandola (1463-94). Fue sitiada dos veces por tropas pontificias: en 1510 por el papa Julio II, que entró en la ciudad el 20 de enero de 1511 y desde el verano de 1551- a la primavera de 1552, sin éxito por el papa Julio III.
Fue adquirida por el ducado de Módena en 1710, después de que fuera ocupada por las tropas imperiales en 1707 a su último duque independiente Francesco Pico, aliado borbónico. La ciudad comenzó a decaer después de que el castillo fue parcialmente destruido en 1714.
Asediada por las tropas españolas durante la guerra de sucesión de Polonia, fue ocupada entre el 31 de agosto de 1735 y el 11 de abril de 1736.

## Demografía
| Gráfica de evolución demográfica de Mirandola entre 1861 y 2011 |
|                                                                 |
| Fuente ISTAT - elaboración gráfica de Wikipedia                 |

## Ciudades hermanadas
- Ostfildern, Alemania
- Villejuif, Francia